# UTC+07:20
UTC+07:20是比協調世界時快7小時20分鐘的時區，它本是新加坡1933至1941年期間的夏令時間。1933年9月1日午夜，新加坡調快協調世界時20分鐘，直至1941年9月1日午夜。之後改用UTC+7:30作為夏令時間。